# Alexandra Rexová
Alexandra Rexová (ur. 5 sierpnia 2005 w Bratysławie) – słowacka niepełnosprawna narciarka alpejska, złota mistrzyni olimpijska z 2022 r. Startuje w kategorii B2 - sportowców z częściową dysfunkcją wzroku.

## Kariera sportowa
Na nartach jeździ od piątego roku życia. Według słów jej matki zawodniczka próbowała różnych sportów, jednak ostatecznie zdecydowała się właśnie na narciarstwo, prawdopodobnie ze względu na to, że był to sport uprawiany w rodzinie. Z kolei sama Rexová stwierdziła, że być może gdyby nie wada wzroku, nie zdecydowałaby się na branie udziału w zawodach.
W 2020 r. na pucharze Europy zdobyła jeden srebrny oraz trzy brązowe medale., natomiast już w klasyfikacji generalnej Pucharu Świata 2020/21 zajęła pierwsze miejsce. 
Na Zimowych Igrzyskach Paraolimpijskich w Pekinie w 2002 wraz ze swoją przewodniczką Evą Trajčíkovą wywalczyła złoty medal w kategorii slalom gigant oraz brązowy w slalomie.

### Niepełnosprawność
Niepełnosprawność wzrokowa u Rexovej jest wynikiem choroby Stargardta, która wiąże się z utratą widzenia centralnego. Wzrok narciarki między 6. a 7. rokiem życia zaczął gwałtownie się pogarszać. Rexová startuje w kategorii B2, co oznacza, że jej ostrość wzroku nie przekracza 2/60.